# Plectroglyphidodon lacrymatus
Plectroglyphidodon lacrymatus is een straalvinnige vissensoort uit de familie van rifbaarzen of koraaljuffertjes (Pomacentridae). De wetenschappelijke naam van de soort is voor het eerst geldig gepubliceerd in 1825 door Jean René Constant Quoy en Paul Gaimard. De soort werd ontdekt bij Guam op de expeditie van de Franse korvetten l'Uranie en la Physicienne van 1817-1820.
De vis is bruin met kleine witte vlekjes over het lichaam, en heeft een blauwe keel.